# Variabele pedaalmot
De variabele pedaalmot (Argyresthia bonnetella), vroeger wel meidoornscheuttreuzeltje genoemd, is een vlinder uit de familie van de pedaalmotten (Argyresthiidae). De wetenschappelijke naam van de soort werd als Phalaena bonnetella in 1758 gepubliceerd door Carl Linnaeus. De spanwijdte van de vlinder bedraagt 9 tot 11 millimeter. Het vlindertje komt verspreid over Europa voor.

## Waardplanten
De waardplant van de variabele pedaalmot is de meidoorn.

## Voorkomen in Nederland en België
De variabele pedaalmot is in Nederland een vrij algemene en in België een schaarse soort. De soort vliegt van juli tot in september.